# بلندتشايلا
بلندتشايلا هي بلدة في مقاطعة قمشي في ولاية قشقداريا في أوزبكستان.